# 桜顔酒造
株式会社桜顔酒造（さくらがおしゅぞう）は、岩手県盛岡市にて清酒製造業を行う酒蔵である。代表的な銘柄は「桜顔」。

## 沿革
- 1912年 - 近三酒造店として創業。
- 1952年 - 法人化。
- 1973年 - 岩手県内の酒造会社10社と協業組合桜顔酒造を設立。
- 1992年 - 本社工場を現在地に移転。
- 1995年 - みちのくコカ・コーラボトリングの子会社となる。
- 1998年 - 協同組合から清酒製造販売事業を全面継承、近三酒造店から株式会社桜顔酒造へ社名変更。
- 2010年 - ヨシムラ・フード・ホールディングスの子会社となる。